# ウィルコムICサービス
| サービス対応PHS 京セラ WX341K |  | サービス対応PHS 京セラ WX341K |
| サービス対応PHS 京セラ WX341K |  |                               |

ウィルコムICサービス（ウィルコムあいしーサービス）は、ウィルコム（現：Y!mobile）が2009年2月19日に開始したおサイフケータイサービスである。モバイルFeliCa ICチップを搭載したPHSを使い、電子決済やポイントカードなどが使用できるサービスであった。
ウェブサイトやカタログなどには、「おサイフケータイ（ウィルコムICサービス）」という記載がされている場合もあるが、「おサイフケータイ」は、NTTドコモにより商標登録されているため、ウィルコムがNTTドコモから商標の使用許可を得て、宣伝広告に使用された。

## 沿革
- 2009年（平成21年）1月22日 - 2009年春モデル及び新サービス発表会で正式サービス開始予定日を発表[1]
- 2009年（平成21年）2月19日 - 「おサイフケータイ（ウィルコムICサービス）」のサービスを開始。PHS端末 WX340Kの発売を開始[2]
- 2009年（平成21年）3月19日 - PHS端末 WX341Kの発売を開始。ビックカメラのビックポイントサービスに対応
- 2009年（平成21年）7月5日 - JR東日本 モバイルSuicaに対応[3]
- 2010年（平成22年）2月14日 - モバイルSuicaによるEX-ICサービスの対応開始

## 対応サービス
| 種別                   | サービス名                            | サービス開始  | 提供事業者                        |
| ---------------------- | ------------------------------------- | ------------- | --------------------------------- |
| 電子マネー、クレジット | Edy                                   | 2009年2月19日 | ビットワレット                    |
| 電子マネー、クレジット | QUICPay                               | 2009年2月19日 | トヨタファイナンス ジェーシービー |
| 交通機関               | ANAモバイルAMCアプリ                  | 2009年2月19日 | 全日本空輸                        |
| 交通機関               | JAL ICポケットアプリ                  | 2009年2月19日 | 日本航空インターナショナル        |
| 交通機関               | モバイルSuica                         | 2009年7月5日  | 東日本旅客鉄道                    |
| 交通機関               | モバイルSuica EX-ICサービス           | 2010年2月14日 | 東日本旅客鉄道 東海旅客鉄道       |
| 会員証・ポイントカード | ヨドバシカメラ ゴールドポイントカード | 2009年2月19日 | ヨドバシカメラ                    |
| 会員証・ポイントカード | おサイフケータイ ビックポイントカード | 2009年3月19日 | ビックカメラ                      |

## 対応機種
- WX340K（製造元　京セラ）[2][注 3]
- WX341K（製造元　京セラ）[注 3]
- WX341K P（製造元　京セラ）

※2010年7月末現在